# 杨亚洲
杨亚洲（1956年—），中国影视导演。

## 生平
初三时在“五七”小学当体育老师，又报考了医学中专，后来因长相帅气被西安电影制片厂的招生人员看中。中戏毕业后做过黄建新几部电影的副导演、联合导演（包括《背靠背，脸对脸》），获得金鸡奖最佳导演。1999年导演了《没事偷着乐》。接着拍了《浪漫的事》、《美丽的大脚》（再次获得金鸡奖最佳导演）、《家有九凤》等影视作品。最新作品《最长的拥抱》于2012年10月12日上映。
杨亚洲推崇温暖、真实的风格，喜欢美国电影《贫民窟的百万富翁》，而认为顾长卫的《孔雀》过度展现了生活的丑恶面，是迎合西方口味。杨亚洲的电影更多的是关注小人物的“穷欢乐”。